# Гайда, Радола

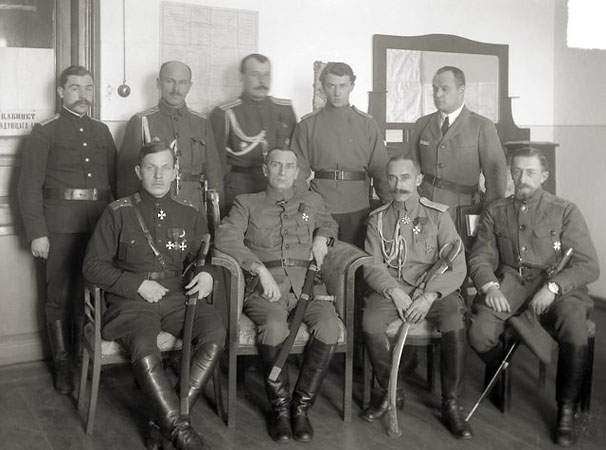
Сотрудники штаба Сибирской армии (слева направо, в нижнем ряду Гайда, Колчак, Богословский), Екатеринбург, 1919 год.

Ра́дола Га́йда (чеш. Radola Gajda, настоящее имя Рудольф Гейдль, чеш. Rudolf Geidl; 14 февраля 1892, Котор, ныне Черногория — 15 апреля 1948, Прага) — чехословацкий военачальник и политический деятель.

## Ранняя биография
Отец — австрийский унтер-офицер Иоганн Гайдль, мать — обедневшая черногорская дворянка. В юношестве семья перебралась в чешский Кийов, где Гайда учился в гимназии. Изучал косметику, после чего работал фармацевтом в аптечной лавке.
1 октября 1910 года Гайда был призван на действительную военную службу в австро-венгерскую армию, служил рядовым в Мостаре в горнострелковом полку. В 1913 году женился на албанке и поселился в Шкодере. С началом Первой мировой войны был мобилизован. В сентябре 1915 года сдался в плен и добровольно перешёл на службу в черногорскую армию. Пользуясь знанием черногорского, поменял имя на Радослава Гайделя и стал офицером, причём сразу капитаном медицинской службы.

## Гайда в России

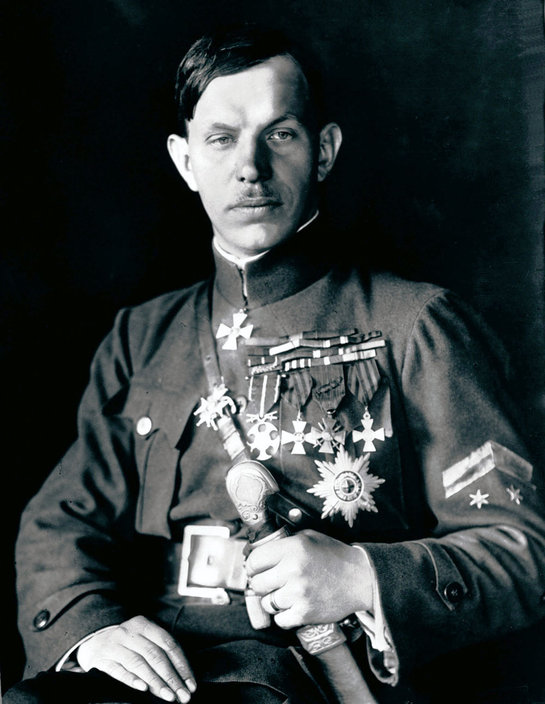
Радола Гайда, 1919 г.

После развала черногорской армии в 1916 году Гайда бежал в Россию, в Одессу.
Поступил на службу в русскую армию, вначале служил полевым доктором сербского полка, а потом поступил в Чехословацкую бригаду, зачислен во 2-й чехословацкий стрелковый полк лейтенантом. Снова сменил имя и стал «Радола Гайда».
26 марта 1917 года был назначен командиром роты. 12 июля 1917 года за отличие в сражении под Зборовом против немцев был награждён орденом св. Георгия 4-й степени.
28 марта 1918 года назначен командиром 7-го Татранского стрелкового полка.
В мае 1918 года был делегатом Челябинского съезда, избран членом временного исполнительного комитета. Стал одним из руководителей антибольшевистского выступления Чехословацкого корпуса, организатором восстания в городе Ново-Николаевске. Летом 1918 года — командующий чехословацкими войсками восточнее Омска. Вместе с группой Сибирской армии генерала Войцеховского выбил из Екатеринбурга большевиков.
Назначен Временным Сибирским правительством командующим наступавшей на Пермь Екатеринбургской группой Сибирской армии, перейдя на русскую службу с согласия военного министра Чехословакии генерала М.Р Штефаника. Впоследствии — командующий Сибирской армии. Зимой 1918—1919 гг. Екатеринбургская группа под командованием Гайды взяла Кунгур и Пермь, отбросив большевиков за р. Кама. За штурм Перми Гайда был удостоен ордена св. Георгия 3-й степени.
За год дослужился до генерал-лейтенанта в 1919 г. (в 1916 — лейтенант).
1 января 1919 года поступил на службу в Русскую армию Верховного правителя адмирала А. В. Колчака.
Весной 1919 года Сибирская армия, наступающая на Вятку под командованием Гайды в ходе генерального наступления одержала ряд побед и вышла на ближние подступы к Казани, однако, из-за отступления Западной армии, которое поставило под угрозу фланг и тыл сибирских частей, начала поспешный отход на Восток, оставив Пермь и Екатеринбург.
Ещё в начале мая между Колчаком и Гайдой возникли противоречия: Гайда отказался выполнить приказ Колчака о приостановке наступления Сибирской армии на Вятку и Казань и переброске её основных сил с северного крыла фронта на юг в помощь терпящей поражение Западной армии. Этот отказ в помощи в итоге обернулся разгромом Западной армии, выходом красных в тыл к сибирцам и крушением всего Восточного фронта.
7 июля 1919 года Гайда был отстранён от командования Сибирской армией (официальная формулировка: увольняется по болезни в отпуск) и ненадолго арестован, после чего 22 августа переведён в командный резерв Чехословацкого корпуса. 2 сентября по распоряжению Колчака Гайда был уволен из Русской армии, лишён всех русских наград и генеральского чина.
17 ноября 1919 года во Владивостоке возглавил подготовленный сибирскими эсерами мятеж против колчаковской власти при молчаливом согласии союзников. Гайда появился в генеральской шинели без погон, призывая всех к оружию под лозунгом: «Довольно гражданской войны. Хотим мира!». Мятеж, однако, не был поддержан жителями Владивостока. На третий день бунт был усмирён учебной инструкторской ротой, прибывшей с Русского острова. Гайда и некоторые его помощники были арестованы. По требованию союзных миссий Гайда освобождён и покинул Россию.

## В Чехословакии
11 февраля 1920 года возвратился в Чехословакию, где был принят в действующую армию, в 1922 стал командиром дивизии в Кошице. За былые заслуги награждён британским Орденом Бани и итальянским Крестом «За боевые заслуги».
1 декабря 1924 года назначен 1-м заместителем начальника Главного штаба, а 20 марта 1926 года стал исполняющим обязанности начальника Генерального штаба Чехословакии. На этой должности у Гайды возникли серьёзные противоречия с президентом Масариком, который опасался, что не скрывавший своих правых симпатий Гайда, мог возглавить антиправительственный переворот. 
2 июля 1926 года Гайде было предложено уйти в отпуск на неопределённый срок, ссылаясь на обвинения его в шпионаже в пользу Советского Союза. Впоследствии, 24 июля, комиссия Министерства национальной обороны пришла к выводу, что обвинения, выдвинутые против Гайды, не доказаны. Несмотря на это Гайду отправили в отставку с 14 августа.
После отставки в своих выступлениях Гайда угрожал государственным переворотом, если судетские немцы войдут в правительство, критиковал Бенеша за его масонскую ориентацию и требовал создания «сильного государства».
2 января 1927 года был избран лидером организации «Фашистское национальное сообщество». Организация Гайды выступала с требованиями проведения репрессий против немецких автономистов, очищения чешской экономики от немцев и евреев, активного бойкота всего немецкого. 
В 1933 году генерал был арестован по обвинению в участии в Жиденицком путче. Проведя под следствием полгода, был освобождён, так как ясных доказательств у следствия не имелось, а сам Гайда своё участие в нём отрицал и увенчал себя ореолом невинно пострадавшего мученика. В 1935 году был повторно избран в парламент.
В 1938 году Гайда призывал правительство не признавать Мюнхенское соглашение 1938 года и обороняться, но услышан не был. В знак протеста отослал английскому королю и французскому правительству все полученные от них награды. В 1939 году Гайда был реабилитирован и восстановлен в чине генерала.

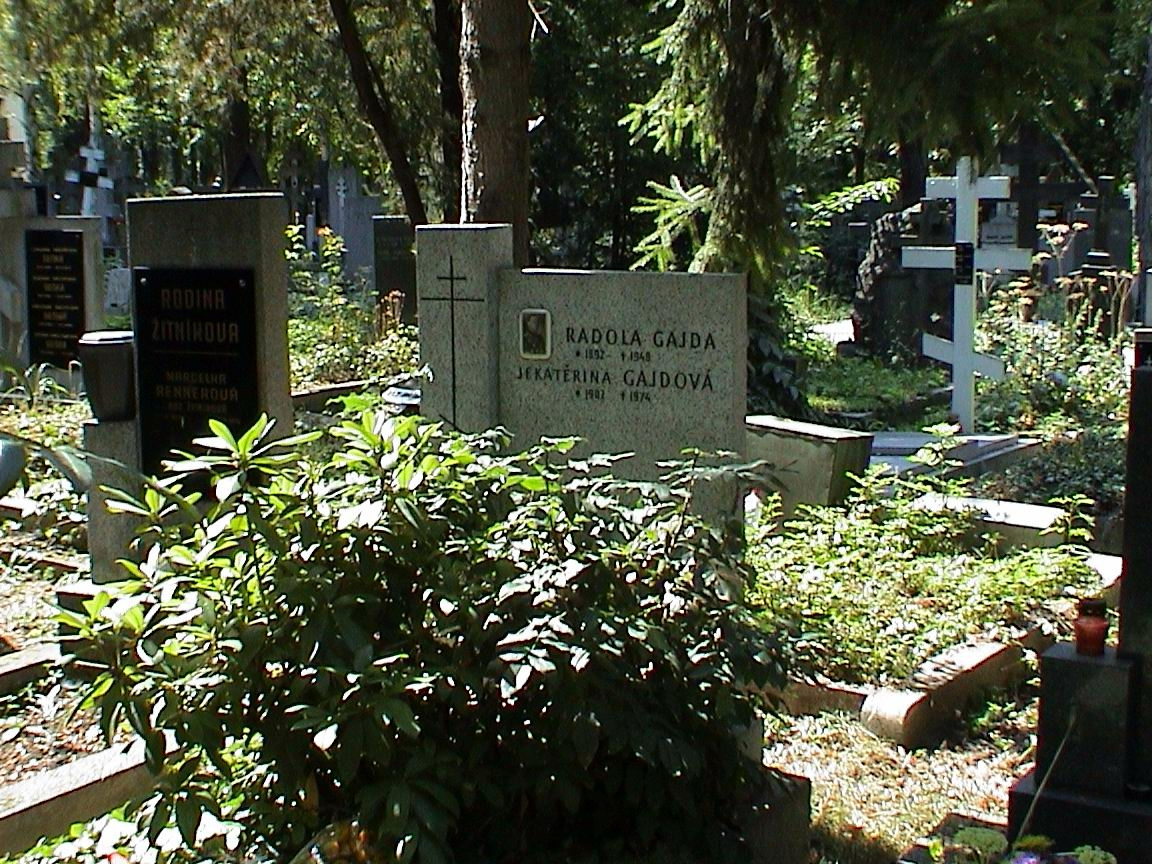
Могила Гайды на Ольшанском кладбище, Прага

После оккупации страны германскими войсками 15 марта 1939 года и отставки Р. Берана возник «вакуум власти». В этой ситуации Гайда заявил, что берёт власть в свои руки, но поддержать его пришли лишь несколько сот человек. Бывшая правительственная и оппозиционная партия создали Чешский национальный комитет и пригласили Гайду возглавить его. Однако его кандидатуру не поддержали немцы. У власти остались Э. Гаха и Р. Беран.
После оккупации страны генерал ушёл из политики, поддерживал Сопротивление.
В мае 1945 года арестован органами чехословацкой безопасности по обвинению в пособничестве германским оккупантам. 4 мая 1947 года суд приговорил Гайду к двум годам заключения, а поскольку большую часть этого срока он уже отсидел, через 8 дней после вынесения приговора опальный военачальник, к этому времени уже тяжело больной, вышел на свободу.
Через 11 месяцев после освобождения Радола Гайда скончался (данные БСЭ, согласно которым он был казнён, ошибочны); похоронен на православном участке Ольшанского кладбища, (место захоронения: 2гор-18-379).

## Семья
В 1913 году Радола Гайда женился на Зоре Пироновой. После того, как он отправился на войну, жена переехала к своему свёкру и жила в Кийове. Во время службы в чехословацком легионе (1917) Гайда указал в своём служебном деле, что не был женат.
В 1918 году он познакомился со студенткой из Екатеринбурга — Екатериной Николаевной Пермяковой (1903—1974), на которой женился 25 июня 1919 года в Екатеринбурге. Когда Гайда (вместе со своей женой Екатериной Гайдовой) вернулся в Чехословакию в январе 1920 года, он купил виллу в Ржичани, где они поселились вместе. 31 марта 1920 года у них родился сын Владимир, а 27 ноября 1921 года — сын Георгий.
В 1923 году Зора формально расторгла с ним брак и вышла замуж за адвоката.

## Награды
- Орден Святого Владимира 4-й степени с мечами и бантом (Российская империя, ок. 1916, лишён 2 сентября 1919)[14]
- Орден Святой Анны 3-й степени с мечами и бантом (Российская империя, 1916, лишён 2 сентября 1919)[14]
- Орден Святого Станислава 3-й степени с мечами и бантом (Российская империя, 1916, лишён 2 сентября 1919)[14]
- Георгиевский крест 4-й степени (Российская республика, 1917, лишён 2 сентября 1919)[14]
- Орден Святого Георгия 4-й степени (Российская республика, 12 июля или 25 сентября 1917, лишён 2 сентября 1919)[14]
- Орден Святого Саввы 3-й степени (Сербия, 1917)[14]
- Орден Святого Владимира 3-й степени с мечами (Белое движение, 1918, лишён 2 сентября 1919)[14]
- Орден Святого Станислава 2-й степени с мечами (Белое движение, 1918, лишён 2 сентября 1919)[14]
- Орден Святой Анны 2-й степени с мечами (Белое движение, 1918, лишён 2 сентября 1919)[14]
- Орден Почётного легиона, офицер (Франция, 1918, отказался в 1938)[14]
- Военный крест (Франция, 1918, отказался в 1938)[14]
- Чехословацкий Военный крест (Чехословакия, 1918)[14]
- Орден Святого Георгия 3-й степени (Белое движение, 9 декабря 1918, лишён 2 сентября 1919)[14]
- Орден Святого Владимира 1-й степени с мечами (Белое движение, 1919, лишён 2 сентября 1919)[14]
- Орден Святой Анны 1-й степени с мечами (Белое движение, 1918, лишён 2 сентября 1919)[14]
- Орден Святого Станислава 1-й степени с мечами (Белое движение, 1919, лишён 2 сентября 1919)[14]
- Крест «За боевые заслуги» (Италия, 1919)[14]
- Орден Сокола с мечами (Чехословакия, 1919)[14]
- Орден Бани, рыцарь-командор (Великобритания, 1919, отказался в 1938)[14]
- Чехословацкая медаль Победы (Чехословакия, 1922)[14]
- Чехословацкая Революционная медаль (Чехословакия, 1922)[14]
- Орден Почётного легиона, командор (Франция, 1923, отказался в 1938)[14]
- Орден Святого Саввы 2-й степени (Югославия, 1923)[14]
- Крест Витисы (Погони) 1-й степени (Литва, 1925)[14]
- Памятный крест о войне 1916–1918 годов (Румыния, 1925)[14]
- Орден Возрождения Польши 2-й степени (Польша, 1925)[14]

## Сочинения
- Gajda R. Moje paměti. Praha, 1921[15].